# Mikkel Meyer
Mikkel Meyer (født 1977) er en dansk komponist, producer og laptopmusiker med særlig interesse for oversættelse og omformning af lydmateriale.
Han har bl.a. produceret for ResonanceFM og Danmarks Radio og spiller desuden i flere forskellige band-konstellationer, deriblandt MikkelModulererMarius med forfatteren Marius Nørup-Nielsen.
De har bl.a. spillet på Literaturhaus, LAB, Musikcaféen i Huset (Komponent), Kafkaféen og Roskilde Festival (2005 og 2006).
Udover sit kunstneriske virke beskæftiger han sig også med lyddesign til computerspil.

## Udgivelser
- N. EP (Mini, EP) Smallfish 2006
- Oil On Aluminium #2: Responge (12") Statler & Waldorf 2006
- Ugorskij & Meyer (CDr) "Healing Beats" Self 2007
- MikkelModulererMarius "Ka' du lege!?" Geiger 2009

## Medvirker på
- Pelding Pelding (CD) JazzFudge 2002
- Pelding Spine (CD) You Lizard Shakedown Records 2005
- Radio Recordings Four (CD) Radio Recordings 2007
- Martin Hall (CD) "Hospital Cafeterias" Alarm/Panopticon 2009

### Numre
- Xcalibur Comp 2001 (CDr) "Test 9" XCAL 2001
- Technical Breakdown (2xCD) "It Should Have Been A Dubby Technotrack" AUX 2006
- Soundwalk (CD) "Audible Traffic" LA SoundWalk 2006
- Copenhagen Label Collaboration 2007 (CD) "N4" Copenhagen Label Collaboration 2007
- Radio Recordings Four (CD) "Geiger" Radio Recordings 2007
- Radio Recordings Four (2x12") "Geiger" Radio Recordings 2007
- Martin Hall (CD) "Hospital Cafeterias" Alarm/Panopticon 2009